# Deuterotinea longipennis
Deuterotinea longipennis är en fjärilsart som beskrevs av Nicolas Grigorevich Erschoff 1874. Deuterotinea longipennis ingår i släktet Deuterotinea och familjen Eriocottidae. Inga underarter finns listade i Catalogue of Life.